# Celine Tendobi
Celine Tendobi (Kinshasa, 1974) és una metgessa congolesa de l'Hospital Monkole especialitzada en obstetrícia i ginecologia que amb diverses iniciatives ha contribuït a la reducció en un 25% de la mortalitat de les dones embarassades.
Des de molt jove fa una tasca social a Kindele, un dels barris més pobres de la capital. Visita de manera freqüent tres dispensaris que hi ha a la selva, i que depenen de l'hospital Monkole, per tal d'atendre la salut de les dones més vulnerables. El 2013 va rebre el Premi al Desenvolupament i Igualtat de la Dona Africana d'Harambee Africa International per la seva implicació en la reducció de la mortalitat de les dones embarassades, la promoció de la salut de 30.000 dones embarassades en situació de risc, l'impuls de programes de prevenció del Sida en 5.000 dones i el desenvolupament d'una escola d'infermeria que el 2013 havia format a 500 infermeres. Aprofità el viatge per a recollir el guardó per recaptar diners per millorar les instal·lacions hospitalàries.